# Инфекция (фильм, 2013)
«Инфекция» (англ. Contracted) — американский фильм ужасов, снятый Эриком Инглэндом в 2013 году. Мировая премьера состоялась на кинофестивале Neuchâtel International Fantastic 7 июля 2013 года. В кинотеатрах США и на видео по запросу премьера состоялась 22 ноября 2013 года. На DVD фильм вышел 18 марта 2014 года.
Фильм рассказывает о молодой женщине, которая страдает от таинственной болезни, передающейся половым путем, после полового акта

.

## Сюжет
Сюжет начинается с главной героини, которая приходит на вечеринку к своей подруге Элис. На вечеринке присутствуют наркоман Зейн, а также Райли, который давно влюблен в Саманту, но вынужден оставаться в стороне из-за предпочтения главной героини к женщинам. Неизвестный мужчина соблазняет Саманту и насилует в машине.
Первый день. Саманта просыпается у себя дома и ничего не помнит, что случилось прошлой ночью. Вечером у Саманты возникают первые болевые ощущения в области живота.
Второй день. Саманта обнаруживает, что постельное белье полностью в крови, а в ванной находит первые признаки инфекции. Саманта узнает, что неизвестного мужчину разыскивают, но она не обращает на это внимание, так как поглощена своими отношениями с Никки. Изменения продолжаются.
Третий день. Инфекция развивается и это сказывается на внешнем виде главной героини: выпадение ногтей, тёмные вены на коже, изменение цвета глаз, а также выпадение волос. Всё это приводит к тому, что в порыве истерики Саманта убивает свою девушку, а после и Элис. Будучи подавленной, Саманта звонит Райли и просит помощи, но всё это приводит к половому акту без применения презерватива. Обнаружив инфекцию, Райли прогоняет Саманту. Последняя спешит вернуться домой на своей машине, но засыпает за рулём. Инфекция полностью берет контроль над главной героиней, превращая её в зомби. Последние кадры фильма показывают моменты, где Саманта набрасывается на свою мать.

## В ролях
| Актёр             | Роль                  |
| ----------------- | --------------------- |
| Неджарра Таунсенд | Саманта Уильямс       |
| Кэролайн Уильямс  | Нэнси Уильямс         |
| Элис Макдональд   | Элис Патрик           |
| Кэти Стеджман     | Никки                 |
| Мэттью Мерсер     | Райли Маккормик       |
| Чарли Кунц        | Зейн                  |
| Саймон Барретт    | Брэнт «Биджей» Джаффе |
| Рубен Пла         | доктор                |
| Дэйв Холмс        | терапевт              |

## Производство
Режиссёр фильма Эрик Инглэнд заявил, что хотел бы снять фильм «Contracted», чтобы «рассказать историю в жанре вирус / инфекция, которую мы ещё не видели». Он написал сценарий к фильму в марте 2012 года, а съёмки, которые проходили в Лос-Анджелесе, заняли лишь 15 дней. Кастинг для фильма был трудным из-за ограниченных средств. Также были проблемы с некоторыми актёрами, которые считали сюжет фильма «слишком смелым» или же они были заняты в других проектах. Актриса фильмов ужасов Кэролин Уильямс была выбрана на роль матери главной героини.
Изначально планировалось, что в центре сюжета будет герой, который теряет девственность, но позже он был изменён, чтобы сосредоточиться на персонаже, который сомневается в своей сексуальной ориентации и жизни, которая у него есть в данный момент. Инглэнд также изначально планировал снять фильм за пределами США и немного сосредоточиться на ксенофобии, но размер бюджета не позволил ему это сделать, и он принял решение снять его в Лос-Анджелесе.

## Критика
Фильм получил смешанные отзывы кинокритиков. На сайте Rotten Tomatoes фильм имеет рейтинг 53 % на основе 17 рецензий со средним баллом 5 из 10. На сайте Metacritic фильм имеет оценку 48 из 100 на основе 5 рецензий критиков, что соответствует статусу «смешанные или средние отзывы».
Сайт Fangoria сравнил фильм с другим подобным фильмом ужасов «Танатоморфоз». Мартин Цай из Los Angeles Times заявил, что, хотя фильм и «абсурдный», он также является в какой-то степени «неотразимым». Стэйси Лэйн Уилсон из Dread Central дала фильму 2 звезды из 5, заявив, что это не фильм ужасов и даже не зомби-фильм.
Дэннис Харви из журнала Variety назвал фильм «опусом в жанре боди-хоррор» с довольно расплывчатой тематикой.

## Продолжение
4 сентября 2015 года в США вышел сиквел фильма под названием «Инфекция: Фаза 2».